# تورغاي شيرين
تورغاي شيرين (بالتركية: Turgay Şeren) (مواليد 15 مايو 1932 في أنقرة - 7 يوليو 2016)، كان لاعب كرة قدم تركي كان يلعب كحارس مرمى. سبق له أن لعب في كأس العالم 1954 مع منتخب بلاده.

## مسيرته الكروية
لعب تورغاي سيرين خلال مسيرته الاحترافية مع نادِ واحدٍ في عشرون موسمًا ولم يسجل خلالها أي هدف ضمن 332 مباراة. حيث فاز في أربعة مواسم بالكأس وفي موسمين بالدوري.
خاض تورغاي سيرين مسيرته مع نادي غلطة سراي في موسم 1948–49 ليلعب معه عشرون موسمًا، مشاركًا في 332 مباراة ولم يسجل أي هدف.

## روابط خارجية
- تورغاي شيرين على موقع الاتحاد الدولي (مؤرشف)  (الإنجليزية)
- تورغاي شيرين على موقع اتحاد تركيا (لاعب) (الإنجليزية)
- تورغاي شيرين على موقع قاعدة بيانات كرة القدم.إي يو (الإنجليزية)
- تورغاي شيرين على موقع ناشيونال فوتبول تيمز (الإنجليزية)
- تورغاي شيرين على موقع عالم كرة القدم.نت (الإنجليزية)